# Dorrit Hoffleit
Ellen Dorrit Hoffleit (12 de março de 1907 – 9 de abril de 2007) foi uma astrónoma norte-americana da Universidade de Yale. É conhecida por seu trabalho sobre estrelas variáveis, astrometria, espectroscopia, e pelo Bright Star Catalog, bem como sua função como mentora de muitas gerações de astrónomos.

## Biografia
O interesse de Hoffleit na astronomia começou em 1919 com a chuva de meteoros que observou com sua mãe.
Obteve seu Bachelor of Arts em 1928 graduando-se summa cum laude em matemáticas, antes de começar a trabalhar no Observatório do Harvard College procurando estrelas variáveis.
Obteve seu PhD em astronomia no Radcliffe College e foi contratada como astrónoma em Harvard em 1948. Permaneceu ali até 1956, quando se mudou para Yale, onde se aposentou em 1975.
Em Yale seguiu os passos de Ida Barney continuando seu trabalho de astrometria, e de quem escreveu: "Conhecê-la foi um prazer, uma inspiração e uma mordomia, tanto no trabalho como socialmente".
Hoffleit também foi directora do Observatório Maria Mitchell em Nantucket de 1957 até 1978, onde dirigiu programas de verão para mais de 100 estudantes, e muitos deles acabaram por ter carreiras de astrónomos.
Em seus últimos anos em Yale, Hoffleit tomou a seu cargo cursos básicos de astronomia para estudantes. Suas classes apaixonadas em Davies Hall, normalmente com mais de 100 estudantes, eram uma fonte de inspiração para eles. Gerou grande interesse pela astronomia nos jovens, ainda quando muitos deles assistiam a suas classes para satisfazer um requisito formal de seus estudos.
Em meados dos 50, Hoffleit assessorou o Laboratório de Investigação Balística do Exército dos Estados Unidos em redução do efeito Doppler.
Foi a autora do Bright Star Catalogue, um compêndio de informação sobre as 9.110 estrelas mais brilhantes do firmamento; também foi co-autora de The Geral Catalogue of Trigonometric Stellar Parallaxes, contendo medidas precisas de distâncias de 8.112 estrelas, informação crítica para entender a cinemática da Via Láctea e a evolução do sistema solar.
Junto a Harlan J. Smith, Hoffleit descobriu a variabilidade óptica do primeiro quasar descoberto, 3C 273.
Em 1988, Hoffleit recebeu o Prémio George Van Biesbroeck por parte da American Astronomical Society por uma vida dedicada à astronomia. Cumpriu 100 anos a 12 de março de 2007 e morreu um mês mais tarde por complicações de um cancro.